# Дејмах (митологија)
Дејмах (грч. Δηιμάχος) је у грчкој митологији било име више личности. 

## Етимологија
Име Дејмах има значење „ратни плен“.

## Митологија
- Према Аполодору, Енаретин отац и Еолов таст.[2]
- Аполодор је помињао још једног Дејмаха, сина Нелеја и Хлориде кога је убио Херакле.[2]
- Човек из Тесалије, чији су синови били Аутолик, Дејлеонт (или Дилеонта) и Флогије,[2] Хераклови пратиоци на походу против Амазонки.[1]
- Хераклов пратилац, који је са њим ратовао у Троји и погинуо. Био је син Елеона из Беотије, ожењен Глауком, кћерком речног бога Скамандра, са којом је имао сина названог по деди. О њему је писао Плутарх.[2]